# Золотой софит
«Золото́й софи́т» — высшая театральная премия Санкт-Петербурга, основанная в 1995 году Санкт-Петербургским отделением Союза театральных деятелей Российской Федерации.

## О премии
Высшая театральная премия Санкт-Петербурга «Золотой софит» основана в 1995 году.
Учредители премии: Санкт-Петербургское отделение Союза театральных деятелей Российской Федерации (ВТО) и АРТ «Импровизация» при участии и поддержке Комитета по культуре Администрации Санкт-Петербурга.
У истоков премии стояли  Евгений Фрадин, до 2006 года её генеральный продюсер, и председатель Международной конфедерации театральных союзов, лауреат Ленинской и Государственных премий, Почётный гражданин Санкт-Петербурга, народный артист СССР Кирилл Юрьевич Лавров, до 2007 года возглавлявший  Номинационный совет премии.
В настоящее время Номинационный совет премии возглавляет Народный артист Российской Федерации Николай Витальевич Буров.
Автором статуэтки «Золотого софита», которую вручают лауреатам премии, является скульптор Владимир Горевой.
Награждение проходит ежегодно осенью на разных площадках Санкт-Петербурга. Первое вручение (по итогам сразу двух сезонов 1993/1994 и 1994/1995) прошло 24 июня 1995 года на сцене Александринского театра.
С 2002 года проводится также «Фестиваль номинантов „Золотого софита“».

## Номинирование
Награждение происходит в четырёх разделах:
- драматический театр
- музыкальный театр
- кукольный театр
- негосударственный театр

Помимо этого присуждаются премии в специальных номинациях:
- «За творческое долголетие и уникальный вклад в театральную культуру Петербурга»,
- «Премия имени Георгия Александровича Товстоногова  "За выдающийся вклад в развитие театрального искусства";
- «За поддержку театрального искусства в Санкт-Петербурге и Ленинградской области»;
- За выдающиеся достижения в создании театрального костюма»;

и другие.
Оргкомитет премии формирует Экспертные советы из числа профессиональных театральных критиков: театроведов, музыковедов, искусствоведов, в том числе специалистов Комитета по культуре Санкт-Петербурга. Экспертные советы осматривают все премьеры текущего театрального сезона и готовят предложения для Номинационного совета о составе соискателей на получение премий в каждой номинации.
Лауреаты определяются голосованием накануне церемонии вручения. В голосовании принимают участие:
- Номинационный совет;
- Оргкомитет премии;
- Художественный совет театров при Комитете по культуре Санкт-Петербурга;
- Бюро правления СПб СТД России.

## Даты и места проведения
| Номер    | Сезон и дата проведения            | Место проведения                                 |
| -------- | ---------------------------------- | ------------------------------------------------ |
| I-я      | 1993/1994, 1994/1995, 24 июня 1995 | Александринский театр                            |
| II-я     | 1995/1996, 10 июня 1996            | Театр «Мюзик-Холл»                               |
| III-я    | 1996/1997, 2 октября 1997          | Александринский театр                            |
| IV-я     | 1997/1998, 2 ноября 1998           | БДТ им. Г. А. Товстоногова                       |
| V-я      | 1998/1999, 1 ноября 1999           | БДТ им. Г. А. Товстоногова                       |
| VI-я     | 1999/2000, 30 октября 2000         | БДТ им. Г. А. Товстоногова                       |
| VII-я    | 2000/2001, 29 октября 2001         | БДТ им. Г. А. Товстоногова                       |
| VIII-я   | 2001/2002, 21 октября 2002         | Театр Музыкальной комедии                        |
| IX-я     | 2002/2003, 27 октября 2003         | Александринский театр                            |
| X-я      | 2003/2004, 18 октября 2004         | Александринский театр                            |
| XI-я     | 2004/2005, 24 октября 2005         | БДТ им. Г. А. Товстоногова                       |
| XII-я    | 2005/2006, 6 ноября 2006           | БДТ им. Г. А. Товстоногова                       |
| XIII-я   | 2006/2007, 30 октября 2007         | Большой Санкт-Петербургский государственный цирк |
| XIV-я    | 2007/2008, 27 октября 2008         | БДТ им. Г. А. Товстоногова                       |
| XV-я     | 2008/2009, 2 ноября 2009           | Михайловский театр                               |
| XVI-я    | 2009/2010, 1 ноября 2010           | БДТ им. Г. А. Товстоногова                       |
| XVII-я   | 2010/2011, 7 ноября 2011           | Михайловский театр                               |
| XVIII-я  | 2011/2012, 2012                    | ТЮЗ имени А. А. Брянцева                         |
| XIX-я    | 2012/2013, 11 ноября 2013          | ТЮЗ имени А. А. Брянцева                         |
| XX-я     | 2013/2014, 10 ноября 2014          | ТЮЗ имени А. А. Брянцева                         |
| XXI-я    | 2014/2015, 9 ноября 2015           | ТЮЗ имени А. А. Брянцева                         |
| XXII-я   | 2015/2016, 7 ноября 2016           | ТЮЗ имени А. А. Брянцева                         |
| XXIII-я  | 2016/2017, 30 октября 2017         | ТЮЗ имени А. А. Брянцева                         |
| XXIV-я   | 2017/2018, 29 октября 2018         | ТЮЗ имени А. А. Брянцева                         |
| XXV-я    | 2018/2019, 28 октября 2019         | ТЮЗ имени А. А. Брянцева                         |
| XXVI-я   | 2019/2020, 26 октября 2020         | ТЮЗ имени А. А. Брянцева                         |
| XXVII-я  | 2020/2021, 1 ноября 2021           | ТЮЗ имени А. А. Брянцева                         |
| XXVIII-я | 2021/2022, 7 ноября 2022           | ТЮЗ имени А. А. Брянцева                         |
| XXIX-я   | 2022/2023, 13 ноября 2023          | ТЮЗ имени А. А. Брянцева                         |
| XXX-я    | 2023/2024, 11 ноября 2024          | ТЮЗ имени А. А. Брянцева                         |
| XXXI-я   | 2024/2025, 10 ноября 2025          | ТЮЗ имени А. А. Брянцева                         |